# ロックマンX コマンドミッション
『ロックマンX コマンドミッション』（ロックマンエックス コマンドミッション、ROCKMAN X COMMAND MISSION）は、2004年7月29日にカプコンから発売されたPS2、ニンテンドー ゲームキューブ専用のコンピューターRPGである。

## 概要
ロックマンXシリーズとしては初のアクションジャンル以外のゲーム作品となる。
アクションゲームの定番として発展してきたロックマンXシリーズであるが、突如として「アクション（ロックマンX）を、コマンド（RPG）する」を宣伝文にRPGというジャンルで鳴り入った、異色の番外編である。RPGシステム面の詳細についてはゲームシステムを参照。
従来のシリーズに登場するエックス、ゼロ、アクセルに、新キャラクターであるスパイダー、マッシモ、マリノ、シナモンを加えた7人の仲間を軸にストーリーが展開する。本作のシリーズ上での時系列について、後にプロデューサーである北林達也は電撃PlayStation誌上で公表した“こぼれ話”にて「これまでのシリーズが連載漫画なら、本作はアニメで言う劇場版」と称している。時系列はX7より数年後の西暦22XX年であり、シリーズで最も未来の時間である。なお、ロックマンゼロシリーズはロックマンXシリーズから数百年後のため、時系列としては重複していない。
ハンターランクの最高ランクが特A級ではなく、S級になっている。エックスとアクセルもS級であるが、いつ昇級したのかは不明。

## ストーリー
西暦22XX年。太平洋上に落下した小惑星2202XA8の破片から、未知の鉱物“フォースメタル”が採取された。レプリロイド工学の発展と共にフォースメタル採掘所を含む複数の人工島区域「ギガンティス」の運営は順調に行われると思われた。
「ギガンティス」島の一部のレプリロイドが政府からの独立を宣言、全ての島の武力制圧を行いイレギュラーハンターの派遣チームを全滅させる。連邦政府は反乱の主謀者イプシロンをイレギュラーと仮認定し、エックス達イレギュラーハンターチームを派遣した。

## 登場キャラクター

### エックスと仲間たち
エックス（X）
声 - 櫻井孝宏
本作の主人公。連邦政府軍極東司令部所属。長年の戦績が認められたためか今作でついにS級イレギュラーハンターへと昇格した。
現在では生ける伝説として世界中にその名が知られている。政府よりリベリオン討伐指令を受けてゼロやシャドウと共にギガンティスへ派遣され、紆余曲折を経てそこで出会った新たな仲間達と共にリベリオンに立ち向かう。
これまでのシリーズに見られた、自身の優しさから生じる甘さによって思い悩んだり躊躇ったりするようなことがなくなり、仲間達の先頭に立って勇敢に戦うヒーローとして描かれている。
真面目で優しい性格と不屈の闘志は健在で、個性豊かな仲間達を束ね、チームの頼れるリーダーである。その真っ直ぐな人柄が多くのレプリロイドを惹きつけ、レジスタンス隊員以外のギガンティスの住民達からも信頼されている。
本作では彼のアーマーはデザインが一新された潜入捜査用アーマーになっており、走行中及びダッシュ中はレーダーを無効化するステルス・ビームマフラー（全5色）を展開する。
「アーマーのデザインは苦労したが、その分愛着がある」として、プロデューサーである北林の好きなキャラクターである。
アーマーのデザインを変更した理由は、『西暦22XX年はゼロシリーズと同じなので、そちらにイラストのタッチを合わせた』と語られている。発売当時はロックマンゼロシリーズはロックマンXシリーズから100年後の設定であったためこのようなコメントを残している。
主人公らしくステータスのバランスが取れたキャラクターであり、状況を選ばず安定した活躍ができる。武器は「エックスバスター」や、前腕部に接続するバスターパーツ。
ゼロ（Zero）
声 - 置鮎龍太郎
エックスの親友であり、誰もがその実力を認めるS級ハンター。連邦政府軍極東司令部所属。武器は「ゼットセイバー」やエナジーブレード等の剣。
エックスと共にギガンティスへと潜入するが、シャドウの裏切りにより一時期行方不明になってしまった。その一件がトラウマとなってしまったらしく、合流直後はスパイダーをはじめとする他の仲間達（特にギガンティス製レプリロイド）を信用できず「ギガンティスのならず者」と罵り、エックスの制止も聞かずにハンターベースから出て行ってしまう。しかしその後窮地を救われ、皆が平和のために助け合っている様を目の当たりにして考えを改め、彼らを信頼して仲間へと戻った。エックスとのコンビも健在。
冷静沈着だが若干がさつな性格で、イレギュラーハントへのスタンスは相変わらずドライである。
一方、過去のシリーズに比べると熱くなったり動揺したりと感情表現が豊かになった。特に友情に関しては仲間を大切に思う気持ちがエックスと同じくらいストレートに表れるようになっている。
攻撃力と体力に特化したメインアタッカーであり、装備品や固有システムなども攻撃に特化したものが多い。サブウェポン「ホークアイ」なしで攻撃が当てられない敵もいて、アーマーとシールドは専用アイテムで一定数上げる必要がある。
アクセル（Axl）
声 - 高山みなみ
エックス、ゼロと並び称されるイレギュラーハンター。武器は「アクセルバレット」等の銃。レプリロイドのDNAデータを解析し、その外見と性能をコピーできる「Aトランス」能力を持つ。『X7』の時点では正式なハンターではなかったが、現在では立派なS級ハンターへと成長し、その名声はギガンティスにまで広く知れ渡っている。
自らの出生の手がかりを探って単身ギガンティスに潜入し、自分と同じコピー能力を持つレプリロイドが数体存在していたことまでは突き止めたものの、リベリオンによる反乱が発生したことで、やむなく調査を中断する。その後、コピー能力を使ってリベリオン兵士に変身しながら持ち前の要領の良さでギガンティスを転々としていたところ、同じくウルファト生産工場に潜入していたエックスたちと出会う。
機転が利き素早い状況判断にも優れている。『X7』に比べると、精神的に成長したような印象を受けるが、それでもエックスやゼロに比べればまだまだ子供。天真爛漫で純粋な性格だが、時としてそれはイレギュラーに対する残虐性となって表れる。一方でその子供らしさが民間の女性レプリロイドに人気があり、本人もまんざらでもない様子である。6話では、ブーストパーツを装備できない事に少し拗ねている。
敵に応じた豊富な攻撃手段が特徴的（1つのアクショントリガーで格闘・射撃・3属性攻撃が可能。一部の系統の敵の弱点を突ける銃を装備できる）。
なお『X7』にて「Aトランス」は自分に近い体型しかコピーできないと言っていたが、今作では明らかに体格が違うシルバーホーンドなどにも変身できる。
スパイダー（Spider）
リディプスを参照。
マッシモ（Massimo）
声 - 川津泰彦
「鋼鉄のマッシモ」と呼ばれるレジスタンスの勇者。武器は戟「マッシブランサー」、ハンマー等。単身、ティアナ海底収容所に乗り込むが、勝手が分からずに困惑していたところでエックスとスパイダーに出会う。
巨大な体や高い名声とは裏腹に臆病で小心者だが、それは彼が本物の「鋼鉄のマッシモ」ではなく、初代からアーマーを受け継いだ弟子「二代目マッシモ」であったため。初代マッシモから認められていたが当人は自信を持てないでいた。初代と比較して自分を卑下したり、アーマーを受け継いだことにプレッシャーを抱いたりする原因にもなっている。
師匠から受け継いだ「鋼鉄のマッシモ」の名を汚さぬよう一心に強さを追い求める不器用な男だが、ゼロが離脱した時、エックスに対して「理解するのに時間がかかる」とフォローする心優しい一面もある。
女性に対し免疫が無いようで、特にマリノには一目ぼれしていた。通常時は普通に二足歩行で行動するが、戦闘時に相手との間合いを詰める際には、足の裏から圧縮空気を放出してのホバーリングの要領で移動を行う。
敵のターンを中止させる武器がゲーム中用意されており、ゼロに次ぐパワーと、メンバー中1番の体力、アクショントリガーの性能の良さを誇る。他のメンバーに比べ属性攻撃に弱く、フォースメタル装備数も低くサブウェポン「ホークアイ」なしで攻撃が当てられない敵もいて、アーマーとシールドは専用アイテムで一定数上げる必要がある。また武器の特徴上単発攻撃しか出来ない。
『X DiVE』ではBランク仕様として1種類のみ登場する。北米・欧州版のみ、Sランク仕様の「マキシマムマッシモ」が存在する。
マリノ（Marino）
声 - 鈴木麻里子
くノ一の姿をした女性型レプリロイド。新技術や新発明を盗み出し、人間で言う「難病」に苦しむレプリロイド達へと無償で広めているらしい。武器は「ビームナイフ」やエネルギーの手裏剣、ハリセンなど。
自己の信念に忠実であり、盗みなどの行為自体については別段悪いことをしているという意識はない。戦いそのものよりも隠密行動を得意としており、その際にはヘルメット上部の仮面のようなバイザーを降ろす。
ガウディル研究所の新技術を狙い、エックス達とリベリオン兵の戦闘のドサクサに紛れてに忍び込んだ。
成り行きで仲間に加わることになる。仲間思いではあるが基本的に一匹狼な性格で、組織（特にそのトップ）というものをあまり信用していない。
ヒット数の多い武器が多くクリティカル率が高い。攻撃力と体力は低いが、他は平均的である。敵からアイテムを盗むサブウェポン「アイテムキャプチャー」を所持。メインウェポンは射撃系と格闘系がある唯一のキャラクター。
『X DiVE』では、通常の姿で登場する他、季節限定の「艶狂のマリノ」も存在する。通常の姿からクイックシルバーのスキンへと変更が可能になっている。
シナモン（Cinnamon）
声 - 野中藍
胸部に「フォースメタル・ジェネレータ(メニューでは略してFMG)」を内蔵した革新的な看護師型レプリロイド。武器は換装できる両腕パーツ。
FME（フォースメタル・エネルギー）と呼ばれる未知のエネルギーを利用して、様々な機能を持ったフォースメタルを精製することが可能。フォースメタルジェネレーターと搭載された医療ユニットの連動によって、致命的なダメージを受けたレプリロイドのダメージを直すこともできる。自らの意思で戦列に加わり、危険な任務や厳しい訓練に耐える隊員たちにとってアイドル的存在となる。
出自から箱入り娘同然に育てられたため、世間常識には疎い。そのためかいつもマイペースでおっとりとした心優しい性格の持ち主であり、マリノが泥棒と知っても恐がったり警戒したりする様子はなかった。芯はしっかりしており、いざというときははっきり自分を主張できる（ガウディルとマリノが仲間になったのはこれによるところが大きい）。基本的に他人を疑うことをしないため、リディプス大佐がエックス達を裏切ったと知った際はメンバーの中で最もショックを受けていた。
涙を流せる設定があるかは不明だが、セントラルタワーが襲撃された際はパニックを起こしその場で泣き出してしまった。天使の羽のような彼女の後ろ髪は、そのときの機嫌によって形が変わるらしい。
攻撃力と体力は最低値だが、防御力や属性攻撃の耐性がパーティメンバー中で最も高いため、サポート役として活躍する。しかし、ある装備武器によって戦闘能力は、印象を覆すほど大幅に上昇する。
『X DiVE』では、通常の姿で登場する他、季節限定の「シナモンWコーデ」と「初春のシナモン」も存在する。通常の姿からアイアンメイデンのスキンへと変更が可能になっている。

### レジスタンス
アル=シフォン（R-Chiffon）
声 - 堀秀行
リベリオンに抵抗するレジスタンス運動組織のリーダーであり、ギガンティス総督府の長官でもある人物。レジスタンス隊員やギガンティス住人を家族のように思い、彼らからの信頼も厚く、特にエールとは実の親子のように強い絆で結ばれていた。
思慮深く冷静で穏やかな性格だが、理不尽な暴力には決して屈さない信念の持ち主。肩にオウム型のメカニロイドを乗せている。
物語開始前に起きたリベリオンの襲撃によってギガンティスの中心地であるセントラルタワーを乗っ取られ、リベリオンとの協力を迫られたが拒んだために幽閉されていたがレジスタンス隊員達やスパイダーの助けを受けたエックスの活躍によって救出・解放され、再度レジスタンスのリーダーとして作戦立案に長けた能力を発揮するようになる。また、その経歴からギガンティスの地理や内情にも精通し、リベリオンに関するあらゆる情報をエックスたちに提供して、彼らの戦いをサポートする。
最終話でエックス、ゼロ、アクセルの三人を見送りに他の仲間と共にヘリポートに向かった所、やって来た政府の軍艦からの突然の銃撃をまともに浴びてしまう。その後の状態について明確な描写は無いが、ゼロの言ったとおりならば死亡した可能性が高い。
エール（Aile）
声 - 高塚正也
レジスタンスの副官を務める下半身を失ったレプリロイド。現在は浮遊ユニットを下半身に装着している。
穏やかな性格でアル長官を父親のように慕っており、隊員からの信頼も厚い。過去にスパイダーとコンビを組んで賞金稼ぎをしていたらしいが、スパイダーの話によると彼のミスでエールは敵にやられてしまったらしい。
エアシティでの事件の際、囚われたアル長官を救出するため単身総督府へ向かい、途中エックスと出会う。そして彼は追手を足止めするためにエックスへ長官の救出の願いと左胸のIDを託し、自爆することで命を絶つ。
なお、同名の主人公キャラクターがロックマンゼクスにいるが、そちらは人間の女性であり、彼とは関係無い。
ナナ（Nana）
声 - 神田朱未
鮮やかなピンク色の髪と胸に描かれた「77」の数字がトレードマークの女性型レプリロイド。ハンターベースの全機能を司る優秀なシステムオペレーターだが、その技術に目をつけたリベリオン軍に囚われていた。
エックス達と協力して脱出する。ギガンティスのレプリロイド派遣顧問、エックス達の任務地への転送、情報収集を職務とする。
Dr.ガウディル（Dr.Gaudill）
声 - 龍田直樹
フォースメタル研究の第一人者にしてエネルギー研究のスペシャリストだが、融通の利かない職人気質のガンコ者。カモノハシ型で小柄な体格のため、コンピューター操作能力を補うロボット・アームを背中に装備している。シナモンの開発者であり、彼女の事を娘のようにかわいがっている。故にシナモンに何かあるとすぐ取り乱してしまう。
リベリオンが蜂起した後は、争いごとに巻き込まれることを恐れて、リベリオンにもレジスタンスにも属せず、堅固なセキュリティを施した自らの研究所に閉じこもっていた。エックス達に身辺保護された後セントラルタワーのメディカルルームにてシナモンと働いている。
鋼鉄のマッシモ
声 - 龍田直樹
プレイヤーキャラのマッシモの師匠にあたる人物。「臆病で弱い自分を変えたい」と訪ねてきた彼を鍛え上げ「マッシモ」の名とアーマーを託した。
巨大な体とその力でギガンティスの民のためにレジスタンスの中心人物として闘っていた勇敢な戦士であり、彼に憧れる者は多い。住民からは「勇者マッシモ」として慕われていた。リベリオンに捕らえられ、協力を拒んだためシルバーホーンドに手足を引きちぎられた状態で監禁されていた。以降、彼が囚われていた牢は立ち入り不可能となる。

### 連邦政府軍
リディプス（Redips）
声 - 田中亮一
本作のラストボス。連邦政府軍極東司令部の司令官であり、今回の作戦においてエックスたちの上司に当る人物。軍帽と軍服に身を包んだ冷静沈着かつ厳格な性格の持ち主で、武器は2つのエネルギーサーベル。
司令官という立場から前線で戦うことは少ないものの戦闘能力は高く、背中のユニットからサーベルスティックを抜き放ち、熟練の剣術や衝撃波を操り、メカニロイドを召喚して敵を殲滅する。
今回のギガンティスにおける武装蜂起を受けて連邦政府から対策委員長に任命され、リベリオン制圧の指揮を執る。事前に数度に渡って先発隊を派遣したものの、いずれも失敗に終わったため、最後の頼みの綱として伝説のイレギュラーハンターであるエックスたちを派遣した。
エックスたちがギガンティスでミッションを進めていく最中、セントラルタワー総督府（ハンターベース）の司令室に彼からの通信が入ってくることがあるが、リベリオンによる妨害電波の影響のために途中で途切れてしまうことがほとんどである。
実は事件の黒幕で、アクセルと同じコピー能力を持つ新世代型レプリロイドであった。真の野望は、リベリオンの開発した「超フォースメタル」を利用して自身のコピー能力を強化し、絶対的な力を持った神になる事だった。彼とスパイダーは同一人物である。
スパイダー（Spider）
声 - 神奈延年
黒を基調としたボディ、蜘蛛の眼を思わせる模様、テンガロンハットを思わせる頭。
賞金稼ぎという職業から、仲間になった当初は彼に対して眉をひそめる者は少なくなかったものの、エックスたちとともに危険なミッションを率先して進めていくに連れて、その容姿や物腰も相まって、特に女性型レプリロイドを中心に仲間として愛される存在になっていった。一方で、自分のことについて詮索されるのを嫌い、特に身体検査を受けるのは頑なに拒否する頑固な一面も持つ。以前、ギガンティスの研究所にいたらしいが詳細は不明。
アーマー以外のステータスのバランスは良いが、固有システムや装備武器の特徴などから、計画的な戦闘が難しいという特殊なキャラクター。武器は両腕のカードスリットから無限に放つカード状の物。WEゲージの残量によっては、スート（絵柄）で異なる様々な効果を発揮する。
ゴッドリディプス（God Redips）
声 - 田中亮一
リディプスがリベリオンから奪った2つの超フォースメタルによって変貌、巨大化した姿。超フォースメタルによる驚異的な再生能力と鉄壁の防御でエックス達を追い詰めるが、フェラムによって片方の超フォースメタルが奪われて弱体化し、エックス達に敗北して死亡した。
事件終結後、イプシロンに対するイレギュラー認定が取り消され、リディプスが逆にイレギュラー認定された。
シャドウ（Shadow）
声 - 高塚正也
連邦政府からエックス、ゼロと共にギガンティス島・ラグラノ廃墟に潜入した腕利きのイレギュラーハンター。 鎧武者の姿をしており、左腕のレーザーエッジと背中に背負った大砲「雷牙」の二つを主要武器に持つ。
ハンターとしての腕前は二人ほど高くはないが、ギガンティスの出身らしく地理に詳しいため、案内役も兼ねて派遣された。超フォースメタルの力を手に入れるため、エックス達を裏切ってリベリオン側に寝返り、三幹部とともにゼロを攻撃した（この攻撃によりゼロは廃墟から転落し、行方不明となる）。
公式イラストは鳩尾の蝙蝠のエンブレム、瞳孔が赤い眼球ユニットの凶悪な顔で描かれ、後に青い瞳孔の顔が追加設定された。遠距離砲撃、白兵戦のどちらにも対応できるが、「雷牙」の直撃によって電子頭脳がショートし、身動きできなくなった相手をいたぶるように攻撃するという残酷な戦法を特に好むらしい。他人を騙す技術にも長けており、その能力はゼロを仕留めたときだけでなく、自身の最期の時においても遺憾なく発揮された。
デプスドラグーン（Depth Dragoon）
連邦政府軍極東司令部に所属する老獪なイレギュラーハンター。低空を浮遊する巨大な魚型のメカニロイドの背部に、タツノオトシゴを模したと思われる騎士型のボディが上半身として付加、一体となっている。
雷を自在に操る槍と盾を持ち、空中に稲妻を発生させ広範囲にわたって相手を麻痺させる電撃を放つ他にも、巨体を生かした突進攻撃や、重力エネルギーを爆発させることによる全体攻撃をも操る。
幾多の戦いによる経験を積んできた相当な熟練者と思われ、裏切者と見なされたエックスたちと対峙したのもただの任務としてでなく、S級ハンターとしていくつもの難事件を解決してきたエックス達の実力に強い興味を示しており、自身の腕試しの意味合いも兼ねていた。
設定画によると、元々はギガンティス建設の際に現場へエネルギーを供給する海底ケーブルの設営を担当していたらしく、ボディはそのままに浮遊している。戦闘BGMはマッシモのテーマ音楽が使われており、鋼鉄のマッシモとも何らかの関わりがあるらしい。

### 反乱組織「リベリオン」
メンバーは全員ギガンティスのレプリロイド研究所で開発されていた。イプシロンが研究所を壊し他のメンバーを目覚めさせ、研究所の島を他から切り離し「ラグラノ廃墟」とし、連邦政府からギガンティス島の独立を勝ち取るために武装蜂起したイプシロンを総帥とする反乱組織。リベリオンとは「反逆」を意味する。
イプシロン（ε / Epsilon）
声 - 堀之紀
「未知エネルギー駆動万能型試作機」だったが、メンテナンスが不完全なまま開発室で目覚めてしまった。後頭部から背中にかけては、暴走時に引きちぎられたと思われる無数のパイプやコードが接続されたまま。
堂々とした姿勢を崩さず、常に寡黙。相手を圧倒する威圧感と高いカリスマ性を兼ね備えており、部下の信望も厚い。エックスとゼロの力を認めてリベリオンへと勧誘する場面は、彼の器の大きさと、目的のためには手段を選ばないという意思の現れを見受けられる。
制作スタッフいわく「目的を持って『反逆者』として動いており、イレギュラー化したわけではない」らしい。

#### 三幹部
フェラム（Ferham）
声 - 小山裕香
組織の紅一点。飛行能力を持ち電磁ウィップをインディアナ・ジョーンズのように使いこなす（事実、イプシロンに斬りかかったゼロは、ゼットセイバーもろとも腕を絡め取られた）。
イプシロンへの忠誠心は仲間内でも特に強く、その為に裏切りを行った者に対しては容赦ない敵意を見せる。また敵対するエックスたちに対しては彼らを「坊やたち」と呼び、高慢な態度で挑発するような言動を繰り返した。自身の能力に対しては絶対的な自負を持つが、逆に自己を過信するがゆえに、詰めが甘いところがある。
ボロック（Borock）
声 - 塩屋浩三
声楽家型レプリロイドが天使型小型ビット「Qビット」を追加武装、音波発生装置を破壊音波兵器に改修し戦闘用に改造された姿。
転がったほうが速そうな丸い体型（ただし逃げ足は異常に速い）と、人をおちょくったような馬鹿丁寧かつひょうきんな口調が特徴。表向きはイプシロンに忠誠を誓っているが、裏ではリベリオンの思想を軽蔑し、自身の欲望のために超フォースメタルを虎視眈々と狙っていた。
スカーフェイス（Scarface）
声 - 増谷康紀
リベリオン三幹部の一人となってからはイプシロンの右腕的存在となった「プラズマ・エナジー駆動騎士型」。
左目を除く顔面全体を黒いマスクで覆っており、その様子はまさに「傷（scar）を負った顔（face）」のように見える。
無用な犠牲を避ける。ツインビームランスを武器に、目にも止まらぬ速さで繰り出される突きや、強大な電撃エネルギー弾で相手を圧倒する。

#### ボスキャラクター
倒すとアクセルのアクショントリガーが強化される。
ワイルド・ジャンゴー（Wild Jango）
声 - 増谷康紀
「高機動山猫型」、通称ジャンゴー。属性は雷で語尾に「～ニャ」がついてしまった。
セントラルタワー・エアシティを制圧し、クライアント（雇い主）としてスパイダーを利用しながら総督府に居座っていた。エックスによってアルが解放されたのを知ると、自分を裏切ってエックスに協力したスパイダーに罰を加えた後、タワーの自爆装置を起動させて逃走しようとしたが、最終的には装置を停止させて後を追いかけてきたエックスと、亡き友エールの思いに応えようとするスパイダーのタッグを相手に、夕闇迫るタワー最上部のヘリポートで死闘を繰り広げた。味方一人のスピードを10%失わせ、自分のスピードを10%上げる攻撃を持つ。
シルバー・ホーンド（Silver Horned）
声 - 郷里大輔
通称「ホーンド」。トリケラトプスをモチーフに角をバレルにした「超重量装甲砲撃型」。軍の元で岩盤破砕をしていた。主な攻撃は自分の属性である水を操って大波を起こす「タイダルウェーブ」、敵を氷漬けにしてしまう「ショックゲイザー」など。角部から撃ち出されるエネルギー弾「アビスプレッシャー」は威力があるが反動も大きい。ピンチになると液体金属で全身を覆う「流体コーティング」で防御能力を大幅に上昇させ、ダメージを軽減する。
他者を屈服させ己の力を誇示するのが生きがいで、ティアナ海底収容所の最深部に設置した「アクア・コロシアム」という闘技場で、自分に逆らうものをスクラップにすることを喜びとしている。レジスタンスの隊員たちを人質に取り、中でも最も優秀なナナをティアナ海底収容所内のダークルームで完全拘束に近い環境の下、「妙な真似をすれば見せしめに捕虜を一人ずつ殺す」と脅し、強制的にオペレート技術を利用。残虐非道な輩で、マッシモにとっては師匠の仇でもある。
最期は、その悪逆非道な仕打ちに怒りを燃やしたマッシモ、エックス、スパイダーの前に敗れ去る。
Dr.サイケ（Dr.Psyche）
声 - 塩屋浩三
ギガンティスで早くからロールアウトし、新世代レプリロイドの研究開発チームの一員として働いていた「高速演算処理人型」。状態異常を引き起こしたり、ステータスを変化させたり（何故かこちら側のステータスを上げることがある）する。頭部を分離させて自身の「最高傑作」と称する強固な装甲が施されたオウムガイ型巨大メカニロイドアーマー「マッドノーチラス」と合体して、猛攻を仕掛けてくる。
IQが高く悪賢い。常に他人を見下し自分以外の者を認めようとしないが、レプリロイドの進化の可能性に理解を示し、そのための研究環境を提供しているイプシロンには、それなりに敬意を払っている（ただし、レプリロイドを「材料」に使用しての実験をほのめかす発言も見られる）。
ガウディル博士とは昔の研究仲間同士であり、彼をリベリオンに引き入れようとしたが断られる。実の狙いはシナモンに搭載されたFMGであり、プレオンを引き連れシナモンを誘拐した後、彼女を洗脳・改造して最強のリベリオン兵士にしようとした。しかし、その企みは争いのための技術を認めないエックスと、雪辱を果たすべく現れたマリノの前に脆くも崩れ去った。
マッハ・ジェントラー（Mach Gentler）
声 - 高塚正也
ギガンティスの治安維持のために送り込まれていた政府軍の一員が再開発された、 属性は火の「強化軽量装甲飛行型」。モチーフはツバメ。
リベリオンの兵器を生産しているウルファト生産工場の指揮を任されており、工場内の施設およびプレオン（リベリオンの主兵力メカニロイド）の制御装置である「デュボア」は、彼の音声命令しか受け付けない。戦闘時には「デュボア」のシステムを操り、プレオンを次々と戦闘に呼び出してエックスたちを苦しめた。手にした杖から放たれる炎「ゲヘナフレイム」や高速突進攻撃など、彼自身の戦闘能力も突出しており、一度はS級ハンターであるゼロとの一騎討ちで彼を追い詰めたほどの実力を持つ。
エックス、ゼロ、アクセルら3人のS級イレギュラーハンターに対し善戦するも敗れるが、自身の死と引き換えにデュボアを暴走させた（ジェントラーの体内機構には何らかの入力端末があるらしく、彼が倒れると装置は暴走する）が、アクセルのAトランス能力を知らなかったためにアクセルが彼に変身してデュボアを停止させた。
エンシェンタス（Ancientus）
声 - 郷里大輔
スフィンクスや阿修羅を模したと思われる三面の頭部を持ち（設定画にはそれぞれの頭部に名前が書かれている）、それぞれが炎、水、雷を司り、頭部が回転することで属性が変化、胴体部を形成しているエネルギー体もそれに応じたものになり、三つの属性と六本の腕による強力な技を繰り出す。
超フォースメタル（の欠片）により能力強化された（エックス、ゼロ、スパイダーと戦っても余裕を見せていた）。ギミアラ採掘所にリベリオンのフォースメタル研究所がある、とウソの情報を流してエックス達を策略にはめ、脱出不能の密室に閉じ込めた。採掘所を爆破し自分だけ脱出しようと画策するが、その計略はスパイダーの道連れの前に、脆くも崩れ去ることになる。

### 隠しボスキャラクター
シナリオ上で対峙する事は無いが、それぞれ条件を満たして特定の場所に赴くと戦う事になる。パーティの全員のレベルは51以上が望ましい。
ラフレシアン
名前の通りラフレシア型の女性レプリロイド。アイドルのような風貌で、「ベラドンナー」と呼ばれる自身を劣化コピーしたようなレプリロイドを複数引き連れている（このベラドンナーは別のエリアにも登場する）。自分のターンが来るたびに成長する能力を持つ。戦闘BGMはマリノのテーマ音楽が使われている。
ダッグビルモール
カモノハシ型レプリロイド。2体のコンビで、巨大ハンマー「ナグールD」を装備し、巨大ドリル付メカニロイド「ホール・ド・K」を従える。火属性で、それ系統の攻撃を受けると活性化し、逆に水属性の攻撃を受けると沈静化する。隠しボスの中では比較的弱い部類。戦闘BGMはマッシモのテーマ音楽が使われている。
テイルズシリーズ
声 - 堀秀行
キツネ型レプリロイド。上記2体と異なり、本編のクリア後に初めて対峙できるボスキャラクター。「ワンテイル」、「ツーテイルズ」、「スリーテイルズ」…と下の階層に行く度に尻尾の数が増え（無論強さも上がっていく）、最下層で待ち受けるのは九尾の狐型の「ナインテイルズ」である。それぞれ特性や攻撃などが異なっており、2体や3体で登場するものもいる。一部他のボスの攻撃パターンを模倣している者もいる。なお、ナインテイルズは倒すとアクセルのアクショントリガーが強化される。

## ゲームシステム

### ゲームの流れ
フィールド画面では常にプレイキャラクターのエックスを操作する（他キャラクターとの切り替えは不可）。エックスは常に画面の中央に表示される。また、画面右下にはミニマップが表示され、現在位置を確認できる。エックスは単に歩く・走るという移動手段だけでなく、シリーズ恒例の地面を滑るように移動する「ダッシュ移動」もできる点が本作の特徴である。
ストーリーは、セントラルタワー内のハンターベースを拠点にして、人工島ギガンティスに点在する各施設（ステージ）へ向かい、それらをクリアしていく事で進められていく。ギガンティスの各施設の詳細は人工島ギガンティス・各施設を参照。
1. ハンターベースでアル長官やナナからミッションを受ける。
2. 目標となった施設へ向かい、施設内の仕掛けを解いたりアイテムを入手しつつ進んでいく。
3. 移動中に遭遇する敵と戦闘を行い撃破する（→ 戦闘システム）。
4. 施設の最奥で、リベリオンのレプリロイドとの戦闘を繰り広げる。

手順4の戦闘に勝利するとステージクリアとなり、手順1に戻って新たなミッションへと進む。これが基本的な流れである。なお、各施設への移動はハンターベース内に置かれている転送装置を使用する。ミッション中にはいったんハンターベースへ引き返す事も可能である。また、一度クリアしたステージについては、セントラルタワー・エアシティのショッピングアーケードにある転送センターを利用していつでも行けるようになる。
ショッピングアーケードにはその他にも武器屋、アイテム屋、総合販売人、フォースメタル屋があり、主に戦闘で入手するゼニーを使ってそれらの物品を購入できる。各店の品揃えはミッションをクリアするにつれて充実していく。

### ステータス
キャラクターのステータスには主に以下のようなものがある。これらはレベルアップ時だけでなく、特定のアイテムの使用によっても上昇させることもできる。
LE（ライフエネルギー）
キャラクターを動かすエネルギー。いわゆるヒットポイントである。残りが0になるとダウン（戦闘不能）するが、バトル終了時には残り1の状態で復帰する。レベルアップやサブタンクによって回復できる。
WE（ウェポンエネルギー）
固有スキルやサブウェポンを使う際に必要になるエネルギー。最大値は100%で固定されている。戦闘中でのみ数値が増減するステータスであり、キャラクターの順番がくる度にWEゲイン（WE回復量）の数値だけ回復する。
パワー
敵に与えるダメージに影響する。
スピード
バトル中の行動順番に影響する。最大数200。
アーマー
格闘攻撃に対するダメージに影響する。
シールド
射撃攻撃に対するダメージに影響する。
属性
属性攻撃に対する抵抗値であり、炎属性、水属性、雷属性の3種がある。基本数値は100%であり、50%なら5割減、150%なら5割増のダメージを受ける。

### サブタンク
LEを回復する手段の一つ。戦闘時で使用した場合、そのキャラクターの順番は終了する。サブタンク1個につき100%の容量を持ち、LE回復量やその効果をおよぼす範囲によって相応に減り、残存量を超える回復はできない。サブタンクの残存量はアイテムボックスからタンクエナジーを入手するか、ハンターベースに戻って休憩すると回復する。なお、サブタンクを入手するためには、完成品をそのまま入手する場合と「タンクパーツ」と呼ばれるアイテムを集めて入手する場合があり、サブタンク1個として使用するにはタンクパーツを4つ集める必要がある。全部で10個存在する。

### 状態異常
敵の攻撃によって起こることがあるステータス障害。基本的にアイテムによって回復する必要があるが、戦闘終了後や一定のターン経過後に自動回復するものもある。
ウィルス
キャラクターの順番が終わるごとに微量のダメージを受ける。キャラクターが控えにいる場合は順番が回らないのでダメージは受けない。戦闘終了後も回復しない。
ブラインド
敵への攻撃の命中率が下がり、敵からの攻撃の命中率が上がる。戦闘終了後も回復しない。
凍結
一時的に行動不能になる。また、凍結中に敵の攻撃を受けると大ダメージになる。8ターン経過すると自動的に回復する。
バインド
スピードが半減し、順番が回るのが遅くなる。8ターン経過すると自動的に回復する。
暴走
キャラクターの操作が不能になり、敵味方関係なくランダムに攻撃するようになる。8ターン経過すると自動的に回復する。
即死
残存LEに関係なく、ダウン（戦闘不能）になる。

### 戦闘システム
移動中に敵と遭遇したり、何らかのイベントが発生して敵と戦う事になるとバトル画面に切り替わる。なお、移動の際にダッシュを使うと敵と遭遇しやすくなる。
戦闘にはエックス達のメンバーの中から最大3人が参加し、控えのメンバーは戦闘の影響を一切受けない状態で待機する。戦闘に参加するメンバーは、サブ画面に表示されているキャラクターカードのうち、上位3人までが選ばれる。

#### 画面構成
バトル画面の構成。本作では、戦闘時、画面内に多くの情報が表示される。
行動カーソル
現在行動中のキャラクターの頭上に表示される黄色い三角の形をした印。
コマンドナビ
画面右上に、各ボタンに割り当てられているアクションやサブウェポンなどが表示される。主なアクションは、ボタン一つ押せばできるようになっている。
メインウェポンボタン (A)
メインウェポンで攻撃するボタン。これを使った時点でターン終了となる。また、ファイナルストライク発動の際にも使用するボタンである。
サブウェポンボタン (X / Y)
サブウェポンを使用するボタン。それぞれのボタンで1ターンに1回ずつWEを消費して使用できる。コマンドナビ上にはサブウェポンの名称と消費WEが表示される。
アクショントリガーボタン (R)
WEを消費して必殺技を発動するボタン。ただし、WEが50%に満たない場合は使用できない。メインウェポンと同じく、使用した時点でターン終了となる。各キャラごとの詳細についてはアクショントリガーを参照。
メニュー、キャンセルボタン (B)
コマンド一覧を表示するボタン。また、サブウェポンを1つでも使用してからこのボタンを押すと、ターンを終了する。
データコクピット
画面左下に、バトルに参加するメンバーの残存LEやWEの詳細が表示される。
Xオーダー（クロスオーダー）
画面下に、戦闘状況が棒グラフのようにして表示される。横軸は8ターン先までの敵味方含めた行動順番の予想、縦軸はそれぞれの残存LEの割合をメーターで表している（LEメーター）。ターンの経過によってメーターが1つずつ左にずれていき、LEの増減によってメーターが上下に動く。ただし、ボスのLEについてはメーターが上下しないため、プレイヤーにはボスの残りLEが分からないようになっている。
青いメーターは味方、黄色いメーターは敵を表している。行動順番はキャラクターのスピードによって決まるため、必ずしも上のように敵と味方のターンが交互に並ぶわけではない。また、選んだコマンドによっては順番が変化する事もある（防御、ハイパーモードなど）。なお、実際の画面では各メーターの先端にキャラクターに対応した顔アイコン、または敵に対応した数字（E1 , E2 , E3…）が振られていて、どのメーターが誰に対応しているのか一目で分かるようになっている。
|  | 1 |  | 2 |  | 3 |  | 4 |  | 5 |  | 6 |  | 7 |  | 8 |  |

対象カーソル
攻撃の対象を示すカーソルで、現在行動中のキャラクターはこのカーソルで示された敵に対して攻撃を行なう。

#### ゲームオーバー
戦闘中にメンバー全員のLEが0となってダウンした場合、ゲームオーバー画面が表示される。そして以下の3つの選択肢の中からどうするかを1つだけ選択できる。
RETRY
もう一度戦闘をやり直す。
LOAD
データロード画面に戻る。
GAME OVER
タイトル画面に戻る。

#### コマンド
メニューボタンを押すことでバトル中に出現するコマンド一覧。
アイテム
アイテムを使用する。使用したキャラクターの順番は終了する。
防御
バリアを張り、受けるダメージを軽減する。また、状態異常を完全に防ぐ。
逃走
戦闘から逃げる。逃げるまでに敵を倒していれば「Zenny（お金）」「FME」「EXP（経験値）」「アイテム」を取得できるが、先3つは通常の1/4になる。
アナライズ
敵の詳しい情報を見ることができる。
サブタンク
ライフの回復を行なう（→ サブタンク）。
ハイパーモード
自身の形態を変え、戦闘能力の向上を図る（→ハイパーモード）。
クールダウン
ハイパーモード時に選択が可能。任意にハイパーモードを解除する。ハイパーモード起動直後に選ぶことはできない。

#### ローテーション （メンバーチェンジ）
戦闘中にメンバーを交代する。交代したいキャラクターのターン時にLボタンを押すと、控えキャラクターのリストが表示されるので、その中から戦闘に参加させたいキャラクターを選べば交代できる。交代しても次のキャラクターにターンが移らないので、他の行動を取らない限りは1ターン中に何度でも交代できる。なお、ハイパーモードを起動したターンにはローテーションできない。

#### ハイパーモード
戦闘中、メニューを選択することで発動するパワーアップ。キャラクターのあらゆる能力が向上し、戦闘により特化した能力が得られる。エックスとゼロ（アブソリュートゼロ）だけは発動時のエフェクトが異なり、専用のものとなっている。
ハイパーモードの使用にはターンを要しないので、その後すぐさま攻撃に移れる。ただし、ハイパーモード状態で戦える時間（活動限界時間）には制限があり、残りターン数として表される。活動限界時間が「残り0ターン」になると、効果は自動的に解除される。ハイパーモードの解除は「クールダウン」コマンドを選択して任意に行なうこともできるが、発動直後の解除は不可である。活動限界時間は自動的に回復せず、ハンターベースでの休憩やレベルアップのほか、専用回復アイテム「ゲインHYPER」を使うと回復する。「ビルドHYPER」というアイテムを使うと活動限界時間の最大値を1増やせるが、そのアイテムを取れる数には限りがある。
活動限界時間は、ハイパーモードになって1ターンの行動を終えた後、再び自分のターンを迎えると1ターン減る。このようなシステムを取っているため、ハイパーモードになってから再び自分のターンを迎えないまま戦闘を終了させてしまえば、活動限界時間は減らない（たとえば、エックスがハイパーモードを使用して1体を撃破し、次のターンにゼロがもう1体を撃破して戦闘終了した場合、エックスの活動限界時間は減らない）。
Xファイア（クロスファイア） - エックス
これまでのシリーズとは異なり、当初から装備可能なアーマー。射撃攻撃を行う通常モードと異なり、バスターにエネルギーを出現させてぶつける格闘攻撃が通常攻撃。攻撃属性は炎属性。活動限界時間も初期から6ターンと比較的長いため、状況に応じて両者を使い分ける戦いが可能（時間に関しては、メンバーの中では最長）。格闘と射撃攻撃に対する耐性が付いている。
トリックスター - スパイダー
無敵状態になり攻撃力が上がる反面、スピードが低下。持続時間が初期状態では2ターンであり、発動中は体力回復を受け付けない。
ダイモニオン - マッシモ
マッシモのアーマーが黄金に輝く。属性攻撃のダメージが150%から100%になり、スピード以外のパラメータが全て上昇。攻撃を受けると100%反撃する。初期の活動限界時間は4ターン。
クイックシルバー - マリノ
アーマー部分の色は深緑になる。スピードが3倍になるので、ある程度成長させればXオーダーの表示アイコンが発動中はすべてマリノになる。体力と攻撃力、回避率がさらに上昇。スタッフ曰く「ちょっと強すぎたかも」との事。初期の活動限界時間は5ターンとエックスについで長いが連続攻撃が可能ゆえに、時間が切れやすい。
アイアンメイデン - シナモン
敵のあらゆる攻撃を高確率でガード（正確にはバリアが発生）し、もともと高い彼女の防御力がさらに大きく高められる効果を持つ。この間、自分を含めた仲間全員のWE回復量が上昇するため、戦況に応じて発動するとより効果的である。デザインコンセプトはメイド。初期の活動限界時間は4ターン。
ステルスモード - アクセル
トリックスターと同じ性能。サブウェポン「オトリ」と併用する策は有名。
ブラックゼロ - ゼロ
シリーズでもお馴染のブラックカラー版のゼロ。パワーとスピードが上昇し攻撃に特化している反面、防御関係は強化されていない。瞳の色は赤くなる。初期の活動限界時間は3ターン。
この他にも隠し要素のハイパーモードが存在する。
アルティメットアーマー - エックス
テキスト表示枠内の許容量の都合で名称が微少ながら略されているが、シリーズ作品に登場する隠し要素・アルティメットアーマーの一種と解釈できる。しかし、彼の体型に合った比較的シンプルな装備が多かった過去のそれとは大きく異なり、両脚はホバリングが出来るフットパーツ、両腕はそれぞれ長大な砲身に変化し、胸には巨大レーザー「ギガクラッシュ」を発射する砲門、後頭部から背中にかけてはホバーフィンとデザインもライドアーマー並みに大型かつ火力に特化された、兵器的なものになっている。バリア発生率は100%と防御面も強化されているが、LEだけは発動前後で変化しない。メインウェポンは前述の「ギガクラッシュ」、サブウェポンは左腕の「インパクトキャノン」と右腕の「ストライクバレット」、アクショントリガーは「ノヴァストライク」にそれぞれ変更される。メインウェポンは必ずクリティカルが発生する。
『X DiVE』では「X(CM)アルティメットアーマー」の名称で登場する。攻撃用のスキルは「ノヴァ・ストライク」と「フルファイア・ショット」の2種類。『X DiVE』の「ノヴァ・ストライク」は右腕と左腕の順に砲撃を放ち、胸部から巨大レーザーを発射する。「フルファイア・ショット」は左右の腕からミサイルを無数に発射する。パッシブスキル「追加ミサイル」及び「追加ミサイル+」を習得することで目標の敵に向かって最大5発まで発射し、与えるダメージが増える。
アブソリュートゼロ - ゼロ
悪魔のような翼と爪が装着される。攻撃属性は水属性。空中に浮いているため、格闘攻撃に対する回避率が大幅に上昇。通常のゼロと違い、剣撃ではなく肉弾戦で戦う。攻撃はアブソリュートゼロ専用スキルとなり、メインウェポンは接近しての打撃格闘攻撃「クリムゾンエンド」、サブウェポンは左腕攻撃の「ジェノサイドレフト」と右腕攻撃の「ダムドライト」、アクショントリガーは「カラミティアーツ」にそれぞれ変更される。メインウェポンは無属性だが、必ずクリティカルが発生。体力が25%以下になると暴走してしまう（回復させるか暴走ブロックを装備させれば阻止可能）。名前の由来は絶対零度。

#### アクショントリガー
戦闘中、WEを消費することで使用が可能ないわゆる必殺技である。WEの消費量は固定されておらず、より多くのWEを費やすことで発動を有利にできる。ただし、残存WEが50%未満の場合は使用できない。使用時にWE消費量を調節できるチャージショットとチャージコレダー以外のアクショントリガーは、一度使用すると一律にWEが0になる。
チャージショット - エックス
エネルギーをチャージし、敵全体にショットを放つ射撃攻撃。WEを費やすことで、チャージ量＝攻撃力がアップする。WEを100%費やした場合はより攻撃力が上がる上に、必ずクリティカルヒットになる。チャージショットとXファイアのチャージコレダーは、ボタンを押し続けるだけで他のキャラクターと違い失敗が存在しない。
チャージコレダー - Xファイア（エックス）
エネルギーをチャージし、直接ぶつけるコレダー攻撃。WEを費やすことで、チャージ量＝攻撃力がアップし、100%までチャージした場合はさらに攻撃力が増加する。
フォーチュンカード - スパイダー
ドローポーカーを行い、完成した役に応じて攻撃内容が変化する。WEを費やすことで、最初に配られるカードの内容が良くなる。
ベルセルクチャージ - マッシモ
巨大レーザーによって相手を打ち倒す単体射撃攻撃(ゲームキューブ版ゲーム内では格闘攻撃と誤表記）。発動時に各ボタンを連打することで、威力を上げられるほか、状態異常も与えることができる。WEを費やすことで、ボタン連打の受付時間が長くなる。最初はボタン入力が1種類のみで、一撃のダメージが一定値を超えるとアクショントリガーが強化されていく。
エモーショナルリール - マリノ
スロットを行い、出た目に応じて特殊効果のある技を発動する。WEを費やすことでリールのスピードが遅くなり、出したい目を狙いやすくなる。
エンジェリックエイド - シナモン
キャラクター全体のLEを回復する技。時間内により多く右スティックを回すことで、回復率が上昇する。WEを費やすことで、入力受付時間が長くなる。PS2版の方はGC版に比べて基本受付時間が長く設定されている。
DNAチェンジ - アクセル
使用時点までに倒したボスのDNAパターンをボタン入力し、変身して攻撃する。攻撃はタイプ、属性共に変身したボスによって変化する。WEを費やすことで、ボタン入力の受付時間が長くなる。
コマンドアーツ - ゼロ
一定時間内にコマンド入力が成功した技を一気に繰り出す単体格闘攻撃。WEを費やすことで、コマンド入力の受付時間が長くなる。技は零式烈斬、零式突破、零式昇竜斬、零式波動斬、零式兜割の全5種類。ただし初めから全て使えるという訳ではなく、コマンドアーツの使用回数に応じて使える技が増えていく（最大ノルマ999回）。なおGC版よりPS2版のほうが入力受付が長い。
この他にも、隠し要素のアクショントリガーがある。
ノヴァストライク - アルティメットアーマー（エックス）
全エネルギーを解放し、敵目掛けて時間の続く限りの無差別射撃を行なう。攻撃可能時間はWEに比例して長くなる。メインウェポン、サブウェポンボタンを押すごとに各ボタンに応じた攻撃をするので、制限時間が終わるまではひたすらボタンを連打する事になる。攻撃範囲は敵単体であるが、射撃中にいつでも目標を変更できるため、実質的には全体攻撃である。つまるところ、一人でファイナルストライクを行なうのとほぼ同義の攻撃である。
カラミティアーツ - アブソリュートゼロ
コマンドアーツがいったんコマンドを全て受け付けてから、入力成功したものについて連続で技を繰り出すのに対して、カラミティアーツは1つのコマンドを入力するごとに単体格闘攻撃を行なう。コマンドは1つから3つのボタンを順番に押すだけの単純なものとなっている。コマンド受付時間は消費したWEに比例して長くなる。

#### ファイナルストライク
|                              |  |
| ファイナルストライクメーター |  |

戦闘時、1ターンで敵の体力を75%以上100%未満削ることで発動できる特殊な追加攻撃。視覚的には、攻撃時に上図のようなファイナルストライクメーターと呼ばれるものが敵に表示されるので、オレンジ色になっている部分以下まで減らせばよい。
条件を満たすとファイナルストライク発動の受付が行なわれるので、受付時間内にファイナルストライク発動ボタン（GC版の場合はAボタン）を押すことで発動する。
ファイナルストライクが発動すると、全メンバーが専用のサブウェポン・ファイナルミサイルを装備し、メインウェポンと共に各ボタンを連打することで一斉射撃を行う。発動した戦闘後には、その攻撃数（コンボ数）によってボーナスが得られる。また、全体攻撃などによって一度に複数の敵をファイナルストライクに持ち込むことも可能であり、この場合は敵一体の時よりも発動時間が長くなり、攻撃対象も自由に変更できる。なお、バトルメンバーが3人揃っていないか、1人でもコマンド入力ができない状態になっている場合は発動できない。

## フォースメタル （FM）
今回の事件の鍵を握る最重要キーワードであり、本作をシリーズの他の作品から特徴づけるシステムの一つ。太平洋上に落下した隕石「2202XA8」の破片から採取された鉱石、およびその鉱石を加工・精製することで得られる一種の集積回路を称する。FMを搭載したレプリロイドは、その思考パルスが増幅・強化されることによって、パワーや機敏さ、判断能力などが飛躍的に高められ、それまでのレプリロイド工学の常識を覆す大きな革新がもたらされた。
一方で、FMから発せられるエネルギー負荷が大きくなるにつれて機体に様々な悪影響を及ぼし、その浸食が限界を超えると人工知能の暴走・イレギュラー化を招く危険性を持っていることも確認されている。また、FM本体からも常に何らかのエネルギー波が発せられていると思われ、たとえ自身がFMを搭載していなくても、その影響を受ける可能性があると推測されている。一般的なFMは六角形のケースに収められており、内部はそれぞれの機能を司ると思われる様々な色の結晶体が中心部に据えられ、その周囲を複雑な回路が取り巻く構造をとっている。大きさは手のひらに収まる程度。

### フォースメタルハザード （FMハザード）
フォースメタルから発せられるエネルギーによる負荷が、フォースメタルを装備することによって侵食という形でエックスたちに影響を及ぼす現象。各キャラクターはそれぞれフォースメタルに設定されている「侵食値」に対する「抵抗値」を持っているが、この数値を侵食値が上回った場合、ステータス上に「注意」もしくは「危険」と表示され、バトル直前に一定確率でペナルティが発生する。
「注意」の場合は発生する確率は低いが、侵食値がより多く抵抗値を上回ることで「危険」と表示されている場合、ほとんどの戦闘でペナルティが発生する。ペナルティが発生した場合、LEの最大値やWEゲインがダウンするといった影響が起こり、これらはバトルが終了するまで解除されない。

### フォースメタルジェネレータ (FMG)
任意のFMの精製を可能にする、ガウディル博士の究極の発明品。シナモンの体内に搭載されている。FMを精製するためには、精製時のエネルギー源となる「フォースメタルエネルギー（FME）」、精製したいFMの能力に見合った「材料」、FMGの器であるシナモンの「必要レベル」、およびこれらの精製に関する情報が示された「レシピ」の4つの要素を満たす必要がある。
また、FMG本体からも膨大な量のエネルギーを生成することが可能であり、シナモンはこれを腕部の医療ユニットに連動させることで、レプリロイドの損傷を癒すことが出来る。

### 装備用フォースメタル
ゲーム中にキャラクターのステータスに影響を与える、一種の装備品。装備できる数は各キャラクターごとで定まっている。なお、装備可能なフォースメタルにはそれぞれ「侵食値」が設定されており、効果の大きいフォースメタルほどその数値は大きくなる。侵食値が及ぼす弊害はフォースメタルハザードを参照。
- 各キャラクターのフォースメタル装備可能数
  - エックス：4
  - ゼロ：3
  - スパイダー：4
  - マッシモ：2
  - マリノ：3
  - シナモン：3
  - アクセル：4

パラメータ系 - 全35種
LE（HP）、WE（サブウェポンなどを使う際に必要なエネルギー）、パワー（攻撃力）、スピード（行動速度）、アーマー（格闘攻撃への防御力）、シールド（射撃攻撃への防御力）などを上昇させる。当然のことながら、上昇値が高いものほど、侵食値も高い。
- LE+○○ - LEのMAX値が○○上昇する。
- WE+○○ - 初期WE値が○○上昇する。
- WEゲイン+○○ - 1ラウンドあたりのWE回復量を○○上昇する。
- パワー+○○ - パワーの能力値が○○上昇する。
- アーマー+○○ - アーマーの能力値が○○上昇する。
- シールド+○○ - シールドの能力値が○○上昇する。
- スピード+○○ - スピードの能力値が○○上昇する。
- プロテクト+○○ - アーマーとシールドの能力値が○○上昇する。
- フルスペック+○○ - 全能力値が○○上昇する。

etc

属性系 - 全9種
属性（炎、水、雷）を持つ攻撃のダメージを軽減する効果がある。なお、一部のメカニロイドおよびリベリオン幹部のほとんどは、自分の得意とする属性に対して「リバース」の能力を持つFM（あるいはそれに準ずる機能）を持っているため、同属性の攻撃を仕掛けると逆に敵のLEを回復してしまう結果になる。
- ○○ガード - ○○属性値が1段階アップ（ダメージ25%減）。
- レジスト○○ - ○○属性値が2段階アップ（ダメージ50%減）。
- リバース○○ - ○○属性値がMAX（ダメージ吸収）。

耐性系 - 全14種
ウイルス（毒）、バインド（麻痺）、凍結（行動不可&追撃時にダメージ増加）、暴走（コマンド指定不可）、ブラインド（命中率ダウン）、即死などの状態異常に対する防御性能を上げる。
- ○○チェック - 状態異常○○を防ぐ確率があがる。
- ○○ブロック - 状態異常○○を確実に防ぐ。

etc

侵食値減少系 - 全6種
侵食値をマイナスする効果がある。効果が大きいために侵食値の大きいFMと併用することで、FMハザードの発生を防ぎやすくすることができる。
- マイナスメタル○○ - 侵食値を○○ポイント減少させる。
- 中和メタル-○○% - 侵食値を○○%減少させる。

専用FM系 - 全6種
各キャラクター専用のFMであり、他のキャラクターが装備することはできない。個性を感じさせる名前や性能を持っているものが多い。また、各々の性能に合わせてカスタマイズされているためか、総じて侵食値が低いのも特徴である。ただし、アクセルには専用フォースメタルが存在しない。
- Xハート - エックス専用 バトル中、一回だけダウンから回復。
- ZEROシフト - ゼロ専用 レベル×5ポイント以下のダメージは0になる。
- ブラフ - スパイダー専用 バトル中、一回だけ敵の攻撃を確実に回避する。
- ファットスライサー マリノ専用 格闘・射撃攻撃への回避率がアップ。
- ラッキーガール - シナモン専用 バトル勝利で入手できるゼニーが1つにつき10%アップ。
- ザ・マッシモ - マッシモ専用 全能力値+1&格闘・射撃攻撃への反撃率がアップ。

サポート系 - 全22種
戦闘補助の効果が主である。
- スペアボディ - 使い捨てフォースメタル バトル中、一度だけダウンから復活。
- アナライザー - 敵データを確認できる。
- 敵よせ - 敵とエンカウントする確率が上昇する。
- オートバリアー - 10%の確率でバリアが発動する。

etc

### 超フォースメタル
通常の一万倍以上ものエネルギーを秘めている特殊なFM。常にオレンジ色に明るく輝いており、小さな欠片だけでも飛躍的に能力値を上昇させることができる。それだけに機体にかかる負荷も半端ではなく、並のレプリロイドには装備することができない。
イプシロンは体内にこの超FMを組み込むことに成功した現存する最初で最後の機体であり、通常のレプリロイドとはケタ外れの性能を備えている。また、内部のエネルギーを故意に暴走させることで大爆発を誘発させることも可能であり、その影響範囲は一抱えほどの大きさで地球総面積の半分にも及ぶと考えられている。精製された超FMは、その膨大なエネルギーを抑え込むために通常のFMとは異なった加工が施されており、上から見ると放射能のハザードシンボルに似た構造になっている。

## 人工島ギガンティス・各施設
太平洋上に落下した隕石に含まれていたフォースメタル鉱石の採掘および研究を行うため、破片の落下地点である海上に開発・設置された、本作の舞台となる人工島群の総称。
当初は人間とレプリロイドの協力の下、各島の施設間の役割の連携により比較的順調に運営が行われていたが、イプシロンを中心とするリベリオンの反乱によって事態は一変、人間はギガンティスから強制退去させられ、ほとんどの施設が武力制圧されてしまった。その後、リベリオンによる電波妨害の影響によって外部との通信手段が絶たれてしまったため、内情の把握はほぼ不可能となっている。
事件解決のために強行偵察チームが幾度と無く派遣されるも失敗、ついに最後の部隊としてエックス、ゼロ、シャドウの三名で構成されたチームが派遣されたが、万一彼らが任務遂行に失敗した場合には最終手段として政府軍によるギガンティス全土への無差別爆撃が予定されている。
ラグラノ廃墟
エックスたちが最初に潜入したギガンティス施設。ギガンティス中央部に設置され、元々はフォースメタル技術の応用により多くの新型高性能レプリロイドの開発が行われていた一大研究施設であった。しかし、施設内で開発された超フォースメタル内蔵型実験機であるイプシロンの暴走によって壊滅的な損傷を受けたために現在は廃墟として放置され、野良メカニロイドが徘徊している。
内部はいくつかの実験ホールを軸とする二重螺旋構造になっており、実験体レプリロイドの暴走を危惧してか、各階の通路には厳重なセキュリティシステムが施されている。また、レプリロイドの開発および改良を行うためのカプセルも放置されており、リベリオン幹部の大半がこの施設「出身」であることを示すデータが残されていた。
セントラルタワー・エアシティ
レジスタンスの本拠地であり、エックスたちの行動拠点となる場所。かつてはギガンティス統治の中心地点であり、人間とレプリロイドの共存によって管理されていた。リベリオンによる反乱の際、総統であるイプシロンがこの地を「人間の傲慢の象徴」として放棄したため、その機能を停止する。
現在のセントラルタワーは、主にリベリオンに抗戦するための「軍事基地」としての役割が強く、多くのレジスタンス隊員たちが反乱の終結を祈りつつ、各々の任務をこなしている。一方エアシティでは、強制退去させられた人間たちの後を引き継ぐように多数の民間レプリロイドたちが生活しており、警備レプリロイドの巡回の下、商業活動が行われるなど、比較的平穏な状況にある。また、セントラルタワーとエアシティの間にはエアバスが運行し、広大かつ複雑な施設内の移動の手間を省く便利な交通手段として重宝されている。
特別封鎖区画にはテイルズシリーズがいる。
ティアナ海底収容所
元々はフォースメタルを含む隕石の破片が存在していた地域に開発された採掘施設であったが、現在はそのほとんどが掘りつくされてしまったため、周辺地域は「ロストマイン」として放棄されていた。
掘削用の大型ドリル内に設置された施設内には、採掘に携わっていた労働者の生活設備が残されている。反乱以後はリベリオンが捕虜収容所として再利用しており、多くのレジスタンス隊員たちが内部に監禁されている。
各階層間は海底トンネルのエレベーターによって連結され、深海で作業を行っている巨大な海洋生物型メカニロイドの姿を見ることが出来る。収容所の最深部には、通常以上に厳重な管理が施された収容房が存在し、内部にはリベリオンに敵対した危険人物が監禁されているらしい。
ガウディル研究所
フォースメタルから生み出されるエネルギーの利用によって、砂漠化されつつある地域の自然を再生する技術の研究が行われていた施設。内部にはバイオテクノロジーと機械技術の結晶である「メカプラント」と呼ばれる人工植物が繁茂している。
リベリオンの反乱以後は、フォースメタル研究のトップであるガウディル博士の本拠地となっており、メカプラントの大木をくりぬいて作られた空間を実験ホールや部屋として利用している。さらに、メカプラントなどに栄養を補給していると思われる液体が施設内の無数のパイプの中を通じている。
施設への侵入者を排除するべく多くの動物型メカニロイドが配置されており、さらにその奥には「無限の森」と呼ばれる地域が存在する。そこでは「ツワモノの部屋」「ヨワモノの部屋」の管理者によりギガンティスの各施設で作業を行っている多様なメカニロイドが集められ、「試練」と称して侵入者に戦いを挑んでくる。
ウルファト生産工場
かつてはギガンティスで作業を行うレプリロイドを製造するための工場であったが、リベリオンに武力制圧されて以後は兵器生産に利用されている。
地殻深くまでドリルが掘り進められ、そこから噴出する高熱のマグマをエネルギー源に稼動している。さらに金属を精錬するための溶鉱炉なども多数設置されているため、施設内は超高温状態にある。生成された兵器はベルトコンベアによって運搬され、第1～3倉庫に保管されている。これらの一連の設備は中級プレオンや耐熱装備のメカニロイドによって警護されており、さらにそれらのメカニロイドの行動管理を行っているのが、工場のメインコンピューター「デュボア」である。したがって、「デュボア」がコントロールを失うと設備内のメカニロイドが暴走を始め、施設そのものが崩壊しかねない極めて危険な状態になる。
ギミアラ採掘所
レプリロイドのエネルギー源である鉱物「エネルゲン水晶」を採掘するための鉱山。ギガンティスでの作業を行うレプリロイドたちのエネルギー供給を目的に、鉱山そのものが丸ごとプラント化され、海上をはるばる輸送されてきた。
当初はその目的に則って採掘が行われていたが、フォースメタル研究の成果によってエネルギー問題が解決されたためにその需要は徐々に薄くなっていき、現在は採掘後の空洞を再利用する形でフォースメタルの研究所（特に三属性についての研究が行われている）が設置されている。もっとも、エネルゲン水晶の掘削作業は現在も続いており、監督レプリロイドの指揮の下、メットールやディグレイバー（坑夫型メカニロイド）が作業に精を出している。
バナリア大砂漠
局地仕様レプリロイドの耐久性を調査するために設置された施設。天蓋が付いたドーム状のプレートであり、内部ではあらゆる気象条件の再現が可能であった。しかし、何らかの異常のために気象調節システムが暴走し、ドーム内は暴風や竜巻が吹き荒れ、レプリロイドをも飲み込む流砂が発生する危険な砂漠地帯になってしまった（アルやナナでさえその名を口にするときの表情は険しい）。そのため、現在この地域は「オノバン・デザート」と呼ばれ放置されている。
自然の要塞（人工の設備ではあるが）とも言えるこの地域に目をつけたリベリオンは地下の観測施設を妨害電波発信基地に改造し、レジスタンスのギガンティス外部との通信を遮断している。基地内の移動はエレベーターで行うが、事前に各階の隅の部屋に存在するセキュリティを解除する必要があるなど警戒は厳重である。
メルダ鉱石プラント
採掘されたフォースメタル鉱石をフォースメタルに加工、精錬するための施設。本編では触れられなかったが、ギガンティス周辺地域のあらゆる箇所から産出された鉱石を効率よく回収するために、海上を自走する機能を持っているらしい。
フォースメタル精製の際に発生する高熱に備えてプラント全体が超低温状態に保たれているため、施設外では雪が降り積もり、一部の作業用メカニロイドが凍結している。現在はリベリオンの最終兵器である、弾頭に超フォースメタルを搭載したミサイルの開発が行われており、内部はミサイルを挟む形の階層構造になっている（各階層には小さな窓がいくつかあり、そこからミサイルの一部分を覗くことが可能）。そのため反対側の階層へ行く際には、一旦最深部まで下りてからミサイルの横を通り抜けなくてはならない。ダックビルモールはここのミサイルに目をつけ、独占しようとしていた。
グレイブ遺跡基地
リベリオンの本拠地である軍事要塞。かつてはフォースメタル研究によって開発された新型レプリロイドの耐久テストを行なっていた施設であった。耐熱、耐寒、耐砂漠など、ありとあらゆる極限状態を再現することが可能で、これらの実験に耐え切れなかった多くの実験機たちが故障・廃棄されたために、この名称（grave=墓場）が付いたと思われる。
リベリオン軍最後の砦だけあって警備は極めて厳重であり、「リボルバーシャフト」と呼ばれる防護設備を始め、いたるところにセキュリティシステムが設置されており、重装備に身を包んだ上級プレオンを次々に転送して侵入者を迎え撃つ。さらに、基地最深部「グロリアス・ホール」にはイプシロンの玉座があり、周囲は淡い金色に輝く雲海を思わせる立体映像によってある種の神々しささえ感じさせる雰囲気に包まれている。

## 要素
派遣
オペレーターのナナに話しかけることで行えるサブイベント。ギガンティス島各地に調査員を3体派遣し、偵察や探索などによって本編では得られない情報やアイテムを入手できる。派遣するキャラクターは、ダンジョンなどで機能停止していたメカニロイドたちで、彼らに話しかけて回収すると仲間になる。ただし一部のメカニロイドには保護しても、特定のアイテムが無ければ再起動しない（選択可能にならない）ものもいる。また、派遣する各エリアにレベルがあり、派遣にすればステータスが上がり、よりレベルの高いエリアでの探索が成功しやすくなる。
スカイルーム
ハンターベースからの転送によって行くことができる特別な部屋。過去の戦闘データを参照できる、ゲーム中のBGMやムービーを鑑賞できる、特定の条件を満たすことで得られるポスターや設定画、後述のフィギュアを見られるなど、お楽しみ要素の意味合いが強い。また、エックスのビームマフラーの色も変更できる。
フィギュア
施設に設置されている自動販売機で手に入れられるコレクションアイテム。入手にはフィギュアコインという専用のアイテムが必要になる。
トレジャーナビ
ゲームキューブ版のみの機能。目に見えないアイテムを探す超高性能レーダーである。トレジャーナビが強力な電磁波を発することで光を屈折させ、普段は見えないアイテムを可視化する。
すなわち、ゲームボーイアドバンス（GBA）をGBAケーブルでゲームキューブ本体に接続するとレーダーとなり、GBAの画面とフィールド画面上に普通の状態では見えないアイテムが表示される。こうして見えるようになったアイテムは調べることで入手できる。そのいずれもトレジャーコインというアイテムである。
トレジャーコインは、フィギュアコインと同様にフィギュアを入手する際に使用するコインである。セントラルタワーの一区画にトレジャーコイン専用の自動販売機が設置されている。そこでは、フィギュアコインを使う自動販売機では入手できない特別なフィギュアが手に入る。
ロックマンX8体験版
PlayStation 2版のみ、ゲーム中に特定のアイテムを手に入れることで、メニュー画面から選択できるようになる。ゲームの詳細はリンク先を参照。

## 主題歌
『情熱セツナ』
作詞：渡辺なつみ、安倍麻美 作曲：井上ヨシマサ 歌：安倍麻美
『Parts』
作詞：池原まこと 作曲：小渕世子 歌：Capricious comet